# Mambo (artiste)
Pour les articles homonymes, voir Mambo (homonymie).
 (novembre 2009).
Si vous disposez d'ouvrages ou d'articles de référence ou si vous connaissez des sites web de qualité traitant du thème abordé ici, merci de compléter l'article en donnant les références utiles à sa vérifiabilité et en les liant à la section « Notes et références ».
Mambo, de son vrai nom Flavien Demarigny, né à Santiago, Chili, le 4 août 1969, est un artiste franco-hongrois.
Autodidacte, il décrit son travail comme une illustration du cerveau, plein d'images et d'émotions. Il dessine comme s'il écrivait, en permettant au spectateur de se créer une histoire à travers ses tableaux.[non neutre]

## Expositions

### Expositions personnelles
- 1999 : Dixit-fixit, pi gallery - chicago - usa
- 2001 : Message from the soul, galerie magda danysz, Paris (France)
- 2003 : Allover, galerie hixsept, Grenoble (France)
- 2004 : Le cul de la crémière, galerie magda danysz, Paris (France)
- 2005 : Alias mambo, galerie kitchen 93, Bagnolet (France)
- 2009 : Mambo, galerie Helmet à Munich (Allemagne) et boutique Agnès B. à Lyon (France)

### Expositions collectives (avec9econcept)
- 2009 : imagine, palais de tokyo - Paris (France)
- 2008 : peinture fraîche, centre georges pompidou - paris (France)
- 2006 : planet reef, galerie kitchen 93, Paris (France)
- 2005 :
  - sang neuf, galeria la santa, Barcelone (Espagne)
  - planet reef, Huntington beach, Californie (États-Unis)
- 2004 : sang neuf, centre d’art en l’ile, Genève (Suisse) - Hôpital universitaire, Genève (Suisse) - mk2 bibliothèque, Paris (France)
- 2003 : sang neuf, galerie kitchen 93, Bagnolet (France)
- 2002 :
  - sang neuf galerie Magda Danysz, Paris (France)
  - le labyrinthe, plage d’Anglet (France) - Le shop, Paris (France)
- 2001 :
  - sang neuf, centre européen de la création, Strasbourg (France)
  - welcome on board, Paris, Marseille, Lyon, Bordeaux, Strasbourg (France)
- 2000 : sang neuf, passage de Retz - Paris (France)
- 1999 : Sang neuf, salon de la P.A.O., Porte de Versailles, Paris (France)

### Autres expositions collectives
- 2009 : graffiti, état des lieux, galerie Agnès B., Paris (France)
- 2008 : le mur, galerie Beaubourg, Paris (France)
- 2007 : blk/mrkt artists annual, blk/mrkt gallery, Los Angeles (États-Unis)
- 2006 : aux arts citoyens, espace blanc-manteaux, Paris (France)
- 2003 : 
  - up your sleeve, Los Angeles, San Francisco, New York, Tokyo
  - skateboard artwork, galerie Agnès B. sport, Paris (France)
  - triptyque, hôtel de ville d'Angers (France)
- 2002 :
  - this is me, speak for gallery, Tokyo - mosaic gallery, Los Angeles - etnies showroom, New york
  - londres, loading bay gallery, le loft 44, Paris (France)
- 2001 : graffiti art, galerie du jour/Agnès B., Paris (France)
- 1996 : paroles urbaines, La laiterie, Strasbourg (France)
- 1992 : graffic artism, maison du peuple, Clichy (France)
- 1991 :
  - graffiti art, musée des monuments historiques, Paris (France)
  - say mars c’est yé, musée de Marseille (France)
- 1990 : bomb art, crdc, espace Graslin, Nantes (France)